# Chiastosella splendida
Chiastosella splendida är en mossdjursart som först beskrevs av Livingstone 1929.  Chiastosella splendida ingår i släktet Chiastosella och familjen Escharinidae. Inga underarter finns listade i Catalogue of Life.